# Hippoporina lacrimosa
Hippoporina lacrimosa är en mossdjursart som beskrevs av Cook 1964. Hippoporina lacrimosa ingår i släktet Hippoporina och familjen Bitectiporidae. Inga underarter finns listade i Catalogue of Life.